# Sbor Páně (Brno)
Sbor Páně je chrám církve československé husitské v brněnské čtvrti Řečkovice v ulici Vážného.

## Historie
První bohoslužby tehdejší církve československé se v Řečkovicích konaly v roce 1922. O šest let později zde vznikl místní výbor církve, který obhospodařoval kromě Řečkovic i nedalekou Mokrou Horu, Jehnice a Ořešín. Místní věřící vybírali od roku 1931 finanční prostředky na stavbu chrámu a v rámci brněnské diecéze se snažili o zřízení vlastní náboženské obce, která nakonec vznikla v roce 1940. Kostel Sbor Páně byl realizován v 50. letech 20. století a dokončen v roce 1957. Je to nevelká přízemní budova s hlavním sálem a přístavkem s vchodem.